# Лабушер, Генри (1831—1912)
Генри ДюПре Лабушер (англ. Henry Du Pré Labouchère; 9 ноября 1831, Лондон — 15 января 1912, Флоренция) — английский политический деятель и публицист. Широко известен внесением Поправки Лабушера, или раздела 11 английского Акта 1885 года о поправках к уголовному законодательству, которая сделала возможным привлекать мужчин, уличенных даже в исключающем анализм гомосексуальном взаимодействии, к уголовной ответственности (поправка была отменена после принятия Акта о половых преступлениях 1967 года).

## Биография
Родился 9 ноября 1831 года в Лондоне. Племянник политика и своего тёзки Генри Лабушера (1798—1869).
Недолго служил секретарем посольства.
С 1865 года по 1868 года и вновь с 1880 года член палаты общин, где занимал видное положение, как один из наиболее энергичных и блестящих представителей радикальной группы либеральной партии. Противник тройственного союза и горячий сторонник союза Англии с Францией, Лабушер не раз ставил в затруднительное положение консервативный кабинет лорда Солсбери, после того как последний с 1888 года стал обнаруживать тяготение к тройственному союзу.
В области внутренней политики Лабушер являлся убежденным и настойчивым проводником идеи вмешательства государства в сферу регулирования рабочего вопроса и демократических реформ в политическом строе Англии. Особенное впечатление производили речи Лабушера по вопросу о добавочном содержании принцам крови, а также серия его предложений в пользу коренной реформы верхней палаты.
Лабушер энергично поддерживал Чарльза Брэдлоу в его борьбе по вопросу о присяге и в 1889 году принимал деятельное участие в разоблачении подлога со стороны Пиггота в процессе издателя «Times» против Парнелля. Во время общих выборов 1892 года он способствовал торжеству гладстонианцев и при образовании кабинета Гладстона едва не сделался его членом. Неудача его приписывалась нежеланию королевы Виктории видеть Лабушера в составе министерства, хотя в эпоху газетных разоблачений по этому предмету Гладстон нашел нужным принять всецело на себя ответственность за непредоставление ему министерского портфеля.
С 1877 года редактировал и издавал газету «Truth» (Правда). Из более ранних произведений Лабушера особенное впечатление произвели письма его из Парижа в эпоху осады пруссаками, печатавшиеся в «Daily News».
В период войны с бурами в 1899—1902 годах был энергичным противником политики, приведшей к войне, выражал сочувствие бурам и желал им победы. Несмотря на ожесточенную агитацию против него, переизбран в 1900 году в палату общин. Объявил, что на выборах 1906 года своей кандидатуры не выставит.
Последние годы жил во Флоренции. Умер 15 января 1912 года.

## Источник
- Дерюжинский В. Ф. Лабушер, Генри (род. в 1831 г.) // Энциклопедический словарь Брокгауза и Ефрона : в 86 т. (82 т. и 4 доп.). — СПб., 1890—1907.